# NREP
NREP‏ (Neuronal regeneration related protein) هوَ بروتين يُشَفر بواسطة جين NREP في الإنسان.